# Belontia
Sous-famille
Genre
Synonymes
Belontiidae Liem, 1962
Belontia est un genre de poissons d'eau douce de la famille des Osphronemidae et qui se rencontre en Asie. C'est l'unique genre de la sous-famille des Belontiinae.

## Liste des espèces
- Belontia hasselti (Cuvier, 1831)
- Belontia signata (Günther, 1861), Macropode de Ceylan[1]